# Monkey Hill
Monkey Hill är en parishhuvudort i Saint Kitts och Nevis. Den ligger i parishen Saint Peter Basseterre, i den centrala delen av landet, 3 km norr om huvudstaden Basseterre. Monkey Hill ligger 72 meter över havet och antalet invånare är 592. Den ligger på ön Saint Kitts.